# مخزن‌الادویه
مخزن‌الادویه، از کتاب‌های مهم در مورد داروها و واژگان پزشکی سنتی به زبان فارسی است که در سدهٔ دوازدهم هجری نوشته شد. این اثر در سال ۱۱۸۳ ق تألیف شده است.
نویسنده این کتاب محمدحسین عقیلی علوی خراسانی، پزشک نامدار سدهٔ دوازدهم هجری است. وی در شیراز روزگار گذرانیده و چندی نیز در هند به سر برده. دو تألیف بسیار مهم از این پزشک در دست است که یکی مخزن الادویه در داروهای ساده و غیرترکیبی است. تألیف دیگر مجمع الجوامع و ذخایر التراکیب است که به قرابادین کبیر شهرت یافته و شامل داروهای ترکیبی است.

## نشر
نسخه‌های چاپ سنگی این دو اثر چندین بار به چاپ رسیده است. لغات و ترکیبات پزشکی گویشی در این دو تألیف نیز حائز اهمیت است. واژه‌های گویشی مخزن الادویه در سال ۱۳۸۲ خورشیدی به وسیله محمود مدبری بررسی و چاپ شده است. 
این کتاب در هند به چاپ سرب رسیده و از سوی انتشارات و آموزش انقلاب اسلامی در سال ۱۳۷۱ از روی چاپ هند افست شده است.
آخرین نسخه موجود در بازار از سوی دانشگاه علوم پزشکی تهران در سال ۱۳۹۰ به کوشش گروه از مصححین چاپ و روانه بازار شده است.